# Soproni Ruhagyár
A Soproni Ruhagyár egy megszűnt állami vállalat Magyarországon. Rövidítése: SR.

## Székhelye
Sopron, Rákóczi u. 8.

### Az épület leírása
„A 8. szám alatti nagyméretű saroktelek Rákóczi utcai oldalán álló kétemeletes, rizalitokkal tagolt homlokzatú épület több szakaszban
épült ki, bár homlokzatkiképzése közel egységes képet mutat. Az épület elsőként felépült, a mai épület nyugati szakaszán álló részét Nagy Sándor táblabíró
építtette 1833-ban Hild Vencel (?–1834) tervei szerint. Ezt az egyemeletes, kétemeletes középrizalitú, U alakú városi palotát 1883-ban Schneider Márton
(1847–1911) tervei alapján kétemeletessé építették át az Offiziers Töchtererziehungs-Institut (Tiszti Leánynevelõ Intézet) részére.13 Az 1883-ban
épült rész rizalitjának második emeletén kapott helyet az Intézet könyvtára és kápolnája is. Az épületet Schneider 1883-ban készült terveinek felhasználásával 1890-ben újabb, szintén rizalittal kiemelt homlokzatú szakasszal bővítették. Az épület nagyméretű sarokrizalittal lezárt újabb szakasza az 1927-ben bekövetkezett bővítés eredménye. Az épületbelső fő jellegzetességei a háromhajós, klasszicista kapualj, a reprezentatív lépcsőházak, a boltozott belső terek és az igényes burkolatok.”

## Története
A későbbi állami vállalati székhely nevezetessége, hogy az 1921-es soproni népszavazás eredményét ebben az épületben hirdették ki.
Később a Zrínyi Ilona Leánynevelő  Intézet működött az épületben.
A második világháborút követően, 1950. szeptember 5-én indult be Soproni Konfekcióüzem néven a termelés a Sopron, Vitnyédi utca 13. szám alatti épületben.Az üzem főleg férfi télikabátokat készített. A gyár munkásai korábbi szabó kisiparosok, mesterek és segédek közül kerültek ki. A kezdeti 60 fős létszám 1951 végére már 240 főre nőtt. A termékválaszték is bővült: a kabátok mellett férfi- és női ruhákat, ágyneműt és alsóneműt is varrtak. A vállalat 1952. december 18-án vette fel a Soproni Ruhaüzem nevet.
1953-ra  már szűkké vált a gyárépület, ezért a Könnyűipari Minisztérium új helyet  keresett az üzemnek és a Rákóczi utca 8. alatti épületben helyezte el a ruhagyárat. Az épületet jelentősen átalakították, ebből a célból nagyobb kazánházzal, gyárkéménnyel, szén- és salaktérrel látták el.

### A fénykor
A gyár  profilja az 1960-as évekre letisztult: női-, leánykaruha, női blúzok gyártására specializálódott. 1966 szeptemberében a soproni Fenyves szállóban rendezték meg a gyár termékeiből az első reprezentatív divatbemutatót, amelyet a későbbiekben rendszeresen megismételtek.
A soproni gyár dolgozóinak létszáma 1968-ban 1739 fő volt, 1971-ben pedig már 2212 fő. 1971 és 1975 között folyt a termelés, főleg a géppark modernizálása  - ennek során 500 új gyors fordulatú, főleg NDK gyártású varrógépet vásároltak. 1973-ban felépült egy új 1250 négyzetméteres munkaterem. Ebben az időszakban farmeranyagokból, könnyű jerseyből, vásznakból csipkerátétes, paszpólozott gyermek- és női ruhákat gyártottak konfekciógépekkel. A létszám tovább emelkedett:  1983-ban 1600 főre.
A termékei jelentős hányadát exportálták, részben a nyugat-európai országokba. Az 1980-as években a soproni fő üzemben a ruhák tervezése, modellezése, az anyagbeszerzés, a szabás-varrás, a csomagolás és az értékesítés folyt, míg a többi telephelyeken (Brennbergbánya, Csorna, Csepreg, Szany, Fertőszentmiklós) csak a varrást végezték el.

### A rendszerváltás után
A volt állami vállalat részvénytársasággá alakult (Soproni Ruhagyár Rt.). Székhelye: 9400 Sopron. (A cég mintaboltja  Budapesten az  Üllői út 16/B. alatt található.) 
A vállalat privatizációja 2006-ban versenytárgyalás során dőlt el: a kecskeméti Medicalholding Kft. pénzügyi befektető cég szerezte meg a cég ingatlanját.
Bár évekkel ezelőtt megkapta a beruházó a jogerős építési engedélyt az egykori ruhagyár helyére tervezett szállodával kapcsolatban, a projekt még 2019-ben sem valósult meg.

## Díjai, elismerései
A Soproni Ruhagyárat 13 alkalommal tüntették ki élüzem címmel; termékei 1985-ben és 1986-ban BNV-nagydíjat kaptak.